# Gegenstromverteilungschromatographie
Gegenstromverteilungschromatographie (engl. countercurrent chromatography, abgekürzt CCC) ist ein Überbegriff für chromatographische Techniken, die großteils zur Isolierungen von Naturstoffen wie Flavonoiden (z. B. Anthocyanen) oder als Vortrennungen für andere analytische und präparative Techniken angewandt werden.
Die Trennung beruht auf der Verteilung der Analyten zwischen zwei nicht mischbaren flüssigen Phasen, ähnlich der Trennung in einem Scheidetrichter (siehe auch Verteilungschromatographie). Die Trennleistung wird jedoch hierbei durch die speziellen apparativen Methoden wesentlich verbessert. Ein oder mehrere als coil bezeichnete, spiralförmig gewundene Schlauchsysteme werden von einer der beiden Phasen durchflossen, während die andere Phase im coil verbleibt. Hierbei finden zahlreiche Mischungs- und Entmischungsvorgänge statt.
Die Aufzeichnung des Chromatogramms erfolgt in der Regel mittels eines UV-Detektors mit Durchflussküvette oder eines Diodenarraydetektors. Auch Kopplungstechniken analog zu LC/MS-Kopplungen sind vereinzelt in Gebrauch. Mithilfe eines zeitgesteuerten Fraktionensammlers und den aus dem Chromatogramm gewonnenen Informationen können präparativ mehrere Substanzen simultan isoliert werden.
Neben der sehr guten Trennleistung ist ein weiterer Vorteil dieser Techniken die fast vollständige Rückgewinnbarkeit der eingesetzten Substanzen im Falle von Störungen etc.
Nachteile der Technik sind die relativ große Trennzeit sowie die durch den erhöhten Verschleiß der bewegten Teflonschläuche und den aufwendigen apparativen Aufbau bedingte, recht hohe Störungsanfälligkeit.
Die gegenstromverteilungschromatographischen Techniken werden in hydrostatische und hydrodynamische Techniken unterteilt.

## Hydrostatische Systeme
Die ältesten gegenstromverteilungschromatographischen Techniken sind die coil planet centrifuge (CPC) und die Tröpfchen-Gegenstromchromatographie (englisch droplet countercurrent chromatography, abgekürzt DCCC).
Bei der DCCC und der CPC stellt ein mit einer Phase des Zweiphasengemisches gefüllter, starrer coil die stationäre Phase dar. Die zweite, als mobile Phase bezeichnete Komponente durchläuft die Stationäre Phase von oben nach unten. Hieraus resultieren die Verteilungsvorgänge zwischen den Phasen, was zur Auftrennung des Analyten führt.
Nachteilig ist, dass die Strömungsgeschwindigkeiten gering sind. Hieraus resultieren im Vergleich zu moderneren Techniken wenig Mischungsvorgänge bei den meisten binären Lösungsmittel-Systemen sowie ein hoher Zeitaufwand.

## Hydrodynamische Systeme
Modernere Varianten der Gegenstromverteilungschromatographie stellen beispielsweise die Hochgeschwindigkeits-Gegenstromverteilungschromatographie (engl. high-speed countercurrent chromatography, abgekürzt HSCCC) und die low-speed rotating countercurrent chromatography (LSRCCC, manchmal nur LSCCC) dar.
- High-speed countercurrent chromatography (HSCCC)

Die HSCCC besteht aus einem sogenannten multi-layer coil. Dies ist ein mehrfach um eine Spule aufgewickelter Teflonschlauch mit einem Volumen von etwa 1000 mL. Der coil ist drehbar um die Zentralachse eines Motors und drehbar in gleicher Richtung um seine eigene Achse angebracht. Wird die Zentralachse in Rotation versetzt, führt dies zu einer planetaren Bewegung des coils. In Abhängigkeit von der Rotationsgeschwindigkeit bilden zwei im coil befindliche, miteinander nicht mischbare Flüssigkeiten eine spezielle hydrodynamische Verteilung aus. Die mobile Phase wird mit einer HPLC-Pumpe in den coil gefördert, was die stationäre Phase an das andere Ende verdrängt. Die durch die Planetenbewegung wirkenden, permanent wechselnden Kräfte führen zu häufigen Mischungs- und Entmischungsvorgängen der mobilen und stationären Phase im Trennschlauch. In den Windungen nahe der Drehachse werden beide Phasen durchmischt, während sie in den weiter entfernten Windungen getrennt werden. Aus der permanenten Verteilung der Analyten zwischen mobiler und stationärer Phase resultieren ca. 50.000 Verteilungsvorgänge pro Stunde bei Rotationsgeschwindigkeiten von 800 bis 1000 Umdrehungen pro Minute. Dies bedeutet bei Trennzeiten im Bereich mehrerer Stunden, dass eine sehr effiziente Trennung stattfindet.
Die Elution der getrennten Bestandteile ist von den Verteilungskoeffizienten im gewählten Lösungsmittelsystem abhängig. In Abhängigkeit von der verwendeten stationären Phase wird zwischen den Elutionsmodi head to tail und tail to head unterschieden. Bei Verwendung der Phase geringerer Dichte als stationäre Phase wird von head to tail gesprochen, da sich die leichte Phase bei Rotation zum Head-Ende bewegt. Als mobile Phase dient die Phase größerer Dichte, die Menge der leichten Phase im coil bleibt nahezu konstant. Die Elution erfolgt am Tail-Ende. Wird die schwere Phase als stationäre Phase verwendet, liegt der Elutionsmodus tail to head vor.
- Low-speed rotating countercurrent chromatography (LSRCCC)

Eine Variante der HSCCC stellt die LSRCCC dar. Hier finden in einem mit 60–80 Umdrehungen um eine Zentralachse rotierendem coil mit einem Volumen von etwa 5000 mL durch den einer archimedischen Schraube gleichenden Aufbau des Schlauchsystems, den sogenannten Spiralschläuchen (engl. convoluted tubes) Mischungs- und Entmischungsvorgänge zwischen der mobilen und stationären Phase statt. Bedingt durch das große Volumen des coils ermöglicht diese Technik die Isolierung von bioaktiven Substanzen im Gramm-Maßstab.